# Макги, Трина
Три́на Нико́ль Макги́ (англ. Trina Nicole McGee; 6 сентября 1969, Бронкс, Нью-Йорк, США) — американская актриса, сценарист, певица и фотомодель.

## Биография
Трина Николь Макги родилась 6 сентября 1969 года в Бронксе (штат Нью-Йорк, США), став старшим ребёнком в семье революционера и фотографа. Хотя её отец отсутствовал в семье, его политическое наследие продолжало формировать жизнь Трины. Изгнанный из Гаити в 1960-х годах из-за публикации брошюр-осуждений «Papa Doc», он провел молодость Трины, спасаясь от гаитянских властей, которые периодически выясняли его местонахождение. Между тем, Трина научилась играть на фортепиано, сочиняла песни и проявляла себя политических вопросах. В детстве она обучалась в престижной и известной политической «Manhattan Country School», основанной в 1968 году в результате книги Мартина Лютера Кинга «У меня есть мечта».

## Карьера
После окончания «Howard University» и получив степень в области политики, она решила, что это не её путь и вернулась домой в Нью-Йорк, чтобы заниматься музыкой. Она была убеждена, что она может сделать это, когда песня, которую она написала была принята на некоторыми местными производителями музыки. Песня стала № 1 на местной станции в Миннеаполисе и дала ей вдохновение, чтобы продолжить музыкальную карьеру. Вскоре после этого к ней обратился кинопродюсер в Нью-Йорке, который предложил её стать актрисой из-за её уникальной внешности. Вскоре после этого она начала сниматься в кино и поработала с такими известными кинематографистами как Мариса Томей, Джина Гершон, Джейн Александр и Эд Шерин. Была приглашённой звездой многочисленных комедийных и драматических телесериалов.

## Личная жизнь
В 1990-е годы Макги была замужем за звукорежиссёром Кортлендом Дэвисом. С 2008 года она замужем за актёром Марселло Тедфордом. У неё трое детей: дочь Рамия Дэвис (род. 1993) и сын Лэнгстон Дэвис (род. 1995) от брака с Дэвисом, и сын Эзра (род. 1999) от других отношений. 3 июня 2024 года она объявила о четвёртой беременности в возрасте 54-х лет.